# 勒金布尔
勒金布尔（Lakhimpur）是印度北方邦勒金布尔凯里县的一个城镇。总人口120566人（2001年）。

## 人口
该地2001年总人口120566人，其中男性64804人，女性55762人；0-6岁人口15179人，其中男8211人，女6968人；识字率71.58%，其中男性为75.17%，女性为67.42%。